# Ceratapiini
Ceratapiini lub Ceratapiina – kolejno plemię lub podplemię chrząszczy z nadrodziny ryjkowców i rodziny Berntidae lub pędrusiowatych.
Takson ten utworzony został w 1990 roku przez Miguela Angela Alonso-Zarazagę.
W systematyce P. Boucharda i współpracowników z 2011 roku, stosowanej również w bazie BioLib.cz, takson ten ma rangę podplemienia i klasyfikowany jest w plemieniu Apionini, nadplemieniu Apionitae, podrodzinie pędrusiowatych i rodzinie Brentidae. Z kolei w klasyfikacji stosowanej na Fauna Europaea oraz Biodiversity Map ma on rangę plemienia i należy do podrodziny Apioninae i rodziny pędrusiowatych (Apionidae).
Takson ten obejmuje rodzaje:
- Acentrotypus Alonso-Zarazaga, 1990
- Ceratapion Schilsky, 1901
- Diplapion Reitter, 1916
- Omphalapion Schislky, 1901
- Protoceratapion Wanat, 1995
- Taphrotopium Reitter, 1916

W Polsce występują wszystkie wymienione oprócz Protoceratapion.